# Pavle Pekić
Pavle Pekić, črnogorski general, * 3. junij 1910, † 4. september 1990.

## Življenjepis
Leta 1939 je postal član KPJ in leta 1941 se je pridružil NOVJ. Med vojno je bil na različnih poveljniških položajih.
Po vojni je bil glavni sekretar Udbe, državni podsekretar za notranje zadeve SFRJ, državni podsekretar v ZIS,...